# Ciuciuleni, Hîncești
Ciuciuleni este un sat din raionul Hîncești, Republica Moldova

## Etimologie
Denumirea Ciuciuleni se trage de la Ciuciu care după mai multe ipoteze acest calificativ a fost dat unui individ cu scopul de a semnala o calitate bună sau un defect (ocupație, titlu dregătoriei, stare civilă, rang ecleziastic etc.). Primul document în care este atestat satul Ciuciuleni a fost găsit în colecția mânăstirii Frumoasa (nota lui A. Sava) și este datat din 28 iunie 1596.
Denumirea satului Ciuciuleni se aseamănă fonetici cu numele satului Ciuciulea, din raionul Glodeni.

## Geografie
Satul Ciuciuleni este așezat în centrul Republicii Moldova, pe colinele platoului central al Moldovei situându-se la distanța de 60 km de orașul Chișinău și 25 km de orașul Hîncești. Ciuciuleni este singurul sat din Republica Moldova cu acest nume. Are o suprafață de aproximativ 20 km pătrați și un perimetru de 17,13 km, iar întreaga moșie a satului este de aproximativ 61,65 km pătrați și un perimetru de 67,21 km.
Localitatea se întinde pe o lungime de 8 km de la nord la sud și 2-2,5 km de la est la vest, fiind traversată de râul Cogîlnic, care izvorăște de la Mănăstirea Hîncu din satul Bursuc, raionul Nisporeni. Ciuciuleni se învecinează la est cu satul Drăgușenii Noi, la sud cu satul Drăgușeni, comuna Bobeica la vest cu satul Pereni, comuna Pașcani, iar la nord se mărginește cu rezervația naturală Codrii.

### Relief
Relieful satului Ciuciuleni reprezintă o unitate în diversitate, prin împletirea cumpenelor de ape cu dealurile și colinele, unde se întâlnesc pante abrupte înalte de 400 de metri deasupra nivelului mării. Procese de eroziune și alunecările de teren au dus la formarea hârtoapelor, văilor și vâlcelelor. În sat se întâlnesc diverse roci de natură argiloasă și nisipo-argiloase, în unele locuri lutul și nisipul ies la suprafață cum ar fi la Lutăria (denumire dată de popor) sau la  Nasparia și Talița de unde oamenii iau nisip pentru construcții. În special în Ciuciuleni sunt predominante dealurile și văile. Dintre cele mai cunoscute sunt Dealul Femeii, Dealul Poenii, Găvanul, Chiscul Nalt, Dealul Sacarenilor, Dealul Morilor etc, iar prin văi sunt nominalizate: sunt Valea Cogilnicului, Valea Volosenilor, Valea Părului, Valea Ulmului, Valea Lupului, Valea Bătrânei etc.
Solurile satului Ciuciuleni sunt în proporție de 75% cernoziom.

### Climă
Satul Ciuciuleni este situat în brâul climatic temperat și face parte din zona naturală de Silva stepa și silvostepa. Condițiile agroclimatice permit dezvoltarea unor ramuri ale agriculturii cum ar fi: pomicultura, viticultura, cultura cerealelor. Factorii ce favorizează acest tip de climă  sunt masele de aer umed cu caracter ciclonic ce vin dinspre Oceanul Atlantic provocând schimbări în anotimpurilor de primăvara și iarnă. Temperatura variază vara între +23 C și +27 C, ar iarna între -3 C și -5 C.

### Ape
Satul Ciuciuleni este traversat de râul Cogâlnic de la nord la sud, râu care izvorăște din Codrii Moldovei și are o lungime totală de 243 km. Lăcăria satului este constituită din mai multe lacuri cu o suprafață cuprinsă între 16 și 5 ha care începe cu Coada Broscariului apoi Huta și urmează Tăbucesca, Paltina și câteva în partea de sud a satului, unde mai sunt alte 2 lacuri mari. În plus, fiecare gospodărie din sat, situată în valea Cogâlnicului, are iaz în gradină pentru a atrage toate apele într-un singur loc, pentru că este foarte multă apă.

## Istorie
Despre formarea satului există mai multe legende care s-au transmis din tată în fiu și așa mai departe și o sa se transmită în continuare aceste legende frumoase despre formarea satului.
Una dintre aceste legende, care a fost spusă de Vasile Coțofană și preluată de la moș Ion Tăbăcaru un bătrân de peste 80 ani. Legenda spune că în valea pitorească șerpuită de un râușor cu apa cristalină la care se adăpau bourii și căprioarele în tihnă, a poposit un cioban pe nume Ciuciulea cu turma sa de oi. Mai târziu când acesta și-a dat duhul, feciorii lui s-au așezat cu traiul aicea, unde au format un cătun și la acest cătun au dat denumirea după tatăl lor. Peste o vreme, a sosit un pâlc de răzeși aduși de Ștefan cel Mare care se întorcea de la o luptă cu tătarii de pe Nistru. În amintire victoriei a fost ridicată Mănăstirea Căpriana, situată în vecinătatea acestor locuri. Iar răzeșii s-au statornicit aici păstrând denumirea cătunului.
O altă legendă despre formare satului este despre un drumeț Ciuciulea care făcuse un drum lung și nu găsise apă de băut nicăieri până a ajuns la Șipot (cișmea de pe suta II). Bând apă pe săturate a rămas și peste noapte și apoi și-a făcut culcuș în salcia mare de lângă izvor. A doua zi a plecat dar în urma lui a rămas numele de Ciuciulea. Argument în favoarea acestei legende vin spusele localnicilor care spun că prima casă din sat a fost construită lângă Șipot.
Satul Ciuciuleni este menționat documentar pentru prima data într-un hrisov prin care domnul Ieremia Movilă întărește visternicelului Ignat lui Procopi, feciorul lui Coste, a șasea parte din satul Ciuciuleni și Voloșeni, pe care le-au cumpărat de la nepoții lui Danciul Loze șetrar:
„Noi Eremia Movilă voievod, cu mila lui Dumnezeu, domn al Țării Moldovei. Fiind înainte noastră si înainte boierilor noștri credinciosul Pazasco și sora lui Floare și fiul lui Petre și nepoții lui Danciu Loze șetrar nefiind de nimeni siliți, nici îndemnați ci din a lor buna voi au vândut a lor dreapta ocina din neam în neam a șase parte din satul Ciuciulenii și Voloșenii și cu moara de apă cu patru chetri și cu codru și cu livezi strămoșești și cu vii dumilorsali cinstiți visternicelul Ignat și Procopi, ficior lui Coste în treizeci de taleri de argint și cine va ceti sau va auzi încă să aibă o întări fiindcă ne-au slujit nouă cu dreptate și le-am dat la mână acest ispisoc de cumpărătură ca să le fii lor si ficiorilor lor și să nu fie suparăți de nimeni niciodată odinioară în veci.

Pentru aceia am poruncit dumnealui marele logofăt ca sa scrii și a noastră pecete să lege.

În Iași, anul 7104 <1596>, iunie 28.

Marele logofăt Gheorghi.

Dela serdărie Orheiului.”

## Date demografice
Componența etnică a satului Ciuciuleni
     Moldoveni/Români (99,69%)
     Ucraineni (0,12%)
     Ruși (0,08%)
     Găgăuzi (0,02%)
     Bulgari (0,04%)
     Alte etnii (0,06%)
În anul 1997, populația satului Ciuciuleni a fost estimată la 6470 de cetățeni. 
Conform datelor recensământului din anul 2004, populația satului este constituită 5.111 de oameni, 48,95% fiind bărbați iar 51,05% femei. Structura etnică a populației în cadrul satului arată astfel: 99,69% - moldoveni/români, 0,12% - ucraineni, 0,08% - ruși, 0,02% - găgăuzi, 0,04% - bulgari, 0,06% - alte etnii. 
În satul Ciuciuleni au fost înregistrate 1.826 de gospodării casnice la recensământul din anul 2004. Membrii acestor gospodării erau în număr de 5.111 de persoane, iar mărimea medie a unei gospodării era de 2,8 persoane. Gospodăriile casnice erau distribuite, în dependență de numărul de persoane ce le alcătuiesc, în felul următor: 24,86% - 1 persoană, 24,32% - 2 persoane, 18,46% - 3 persoane, 17,69% - 4 persoane, 9,91% - 5 persoane, 4,76% - 6 și mai multe persoane.

## Administrație și politică
Componența Consiliului local Ciuciuleni (13 consilieri), ales la 5 noiembrie 2023, este următoarea:
|  | Partid                                | Consilieri | Componență | Componență | Componență | Componență | Componență | Componență |
|  | ------------------------------------- | ---------- | ---------- | ---------- | ---------- | ---------- | ---------- | ---------- |
|  | Partidul Acțiune și Solidaritate      | 6          |            |            |            |            |            |            |
|  | Partidul Schimbării                   | 4          |            |            |            |            |            |            |
|  | Platforma Demnitate și Adevăr         | 1          |            |            |            |            |            |            |
|  | Partidul Liberal Democrat din Moldova | 1          |            |            |            |            |            |            |
|  | Partidul Social Democrat European     | 1          |            |            |            |            |            |            |

## Sport
Între anii 1992–1994 în satul Ciuciuleni a activat clubul de fotbal FC Universul Ciuciuleni care a evoluat în Divizia Națională în sezonul 1992–1993.

## Personalități

### Născuți în Ciuciuleni
- Vasile Guma (1865–1954), preot și politician țarist, deputat în Duma de Stat din partea Basarabiei
- Tudor Chiriac (n. 1949), profesor universitar, doctor, membru al Uniunii Compozitorilor din Republica Moldova
- Nicolae Pojoga (1950–2025), corespondent, fotograf, cameraman de război și profesor universitar moldovean
- Ion Eremia (n. 1954), istoric și profesor universitar moldovean
- Angela Munteanu-Pojoga (n. 1972), jurnalist, politician
- Ștefan Darie, muzician moldovean
- Nicolae Movileanu, istoric din Republica Moldova, fost director adjunct al Institutului de Istorie al Academiei de științe a Moldovei